# Microsoft Mathematics
Microsoft Mathematics (колишня назва: Microsoft Math) — освітня програма-калькулятор, розроблена для Microsoft Windows, що дозволяє розв'язувати алгебраїчні рівняння та здійснювати побудову 2-D та 3-D графіків. Ця програма буде корисною школярам та студентам при вирішенні завдань з алгебри, геометрії, фізики, статистики та інших дисциплін, що вимагають математичних розрахунків. Програма дозволяє здійснити перегляд покрокового рішення розв'язку рівнянь, обчислення інтегралів, побудови графіків, конвертації величин, тощо.
Математичні інструменти Microsoft Mathematics:
- Графічний калькулятор — модуль для побудови 2-D та 3-D графіків в різних системах координат (декартова, полярна, сферична, циліндрична).
- Обчислювач рівнянь — модуль, створений для вирішення одного рівняння або системи рівнянь.
- Бібліотека формул та рівнянь — модуль для пошуку часто вживаних формул з математики та інших галузей науки, їх графічного дослідження, обчислення для конкретної змінної.
- Обчислювач трикутника — модуль для знаходження невідомих сторін та кутів трикутника по відомим.
- Конвертер величин — модуль для перетворення вимірювань з однієї системи одиниць в іншу (довжини, площі, обсягу, ваги, температури, тиску, енергії, сили, швидкості, часу).